# N・M・ロスチャイルド&サンズ

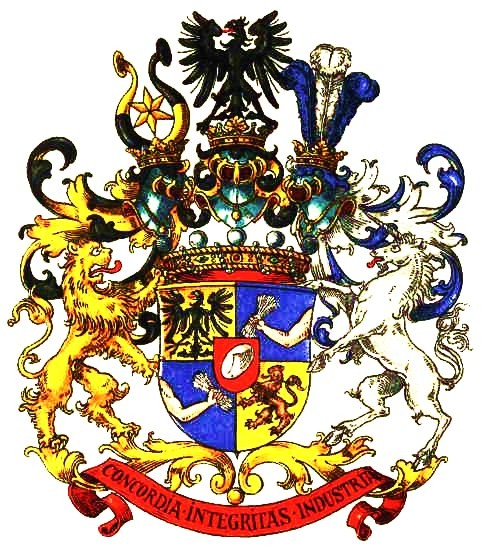
ロスチャイルド家の紋章、五本の矢はロスチャイルド五兄弟を示す

N・M・ロスチャイルド&サンズ（英語: N M Rothschild & Sons）は、イギリス、ロンドンの名門投資銀行。1811年にロスチャイルド家のマイアー・アムシェル・ロートシルトおよび息子のネイサン・メイアー・ロスチャイルドにより設立された。現在、世界中に57の事業所が存在する。
同社は、世界屈指の企業向けの金融アドバイザーであり、M&Aのアドバイザーとしては世界第7位である。
2010年、ナイジェル・ヒギンズがCEO(最高経営責任者)に就任し、200年以上続いた同族経営に幕を下ろした。

## 歴史

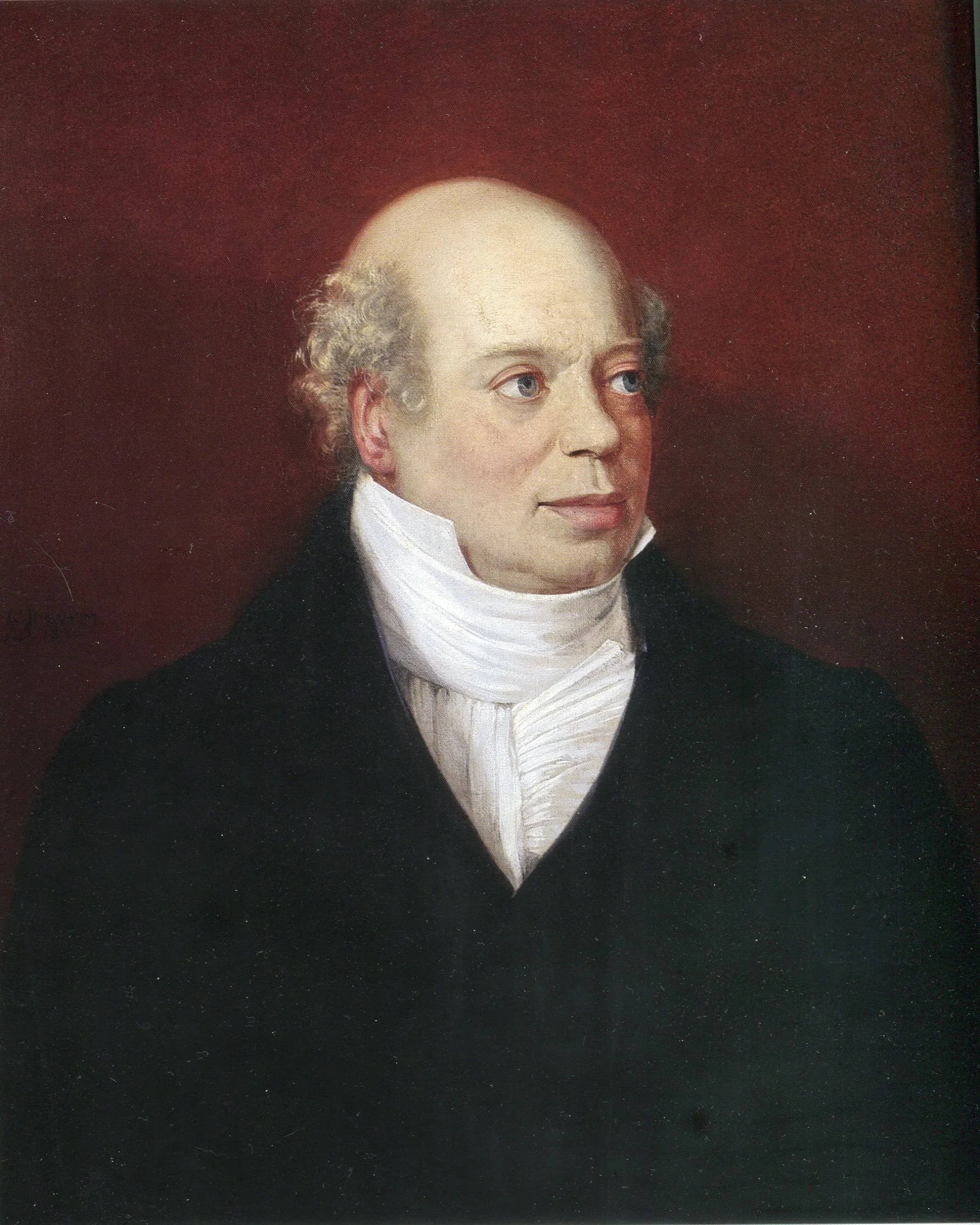
ネイサン・メイアー・ロスチャイルド

18世紀後半から19世紀前半にかけて、マイアー・アムシェル・ロートシルトはヘッセン＝カッセル方伯ヴィルヘルム9世と古銭という共通の趣味を通じて知り合ったのをきっかけに、宮廷御用商人に任じられた。ヴィルヘルム9世はアメリカ独立戦争等で莫大な資産を得ており、マイアー・アムシェルが彼の資産を運用し始めたことが今日のロスチャイルド財閥の始まりである。
マイアー・アムシェルの三男であるネイサン・メイアー・ロスチャイルドはイギリスに渡り、マンチェスターで金融、繊維貿易の業務を始めた。彼はしばらくしてロンドンへと移り、1811年にN・M・ロスチャイルド＆サンズを立ち上げた。同社を立ち上げたことは、彼が国債市場に介入する理由となった。
著名な歴史家にしてハーバード大学の教授であるニーアル・ファーガソンは、「N・M・ロスチャイルド＆サンズは世界の債券市場を支配する国際的な巨大銀行の一つであり、現代で例えると、JPモルガンとメリルリンチ、モルガン・スタンレーに、おそらくゴールドマン・サックスが合わさった感じの―そう、19世紀においては、現在のIMFのように数多くの国家の財政を安定させる役割を担っていた」と述べている。

### 19世紀前半
19世紀前半、ナポレオン戦争の最中、ロンドンのロスチャイルド銀行は、イギリス政府による同盟国へ転送する資金の調達を先導していた。独自のネットワークによって、スペインとポルトガルに駐留していたウェリントン公の軍隊に資金を送ることができた。さらに、ロスチャイルド銀行は、1818年に、プロイセン政府に対する500万ポンドの融資を手配し、政府の債券を発行した。政府の計画に対して革新的かつ複雑な資金提供を行うことは、銀行の主力業務として、19世紀の大半を費やし形成されていった。
1814年、M・M・ヴァールブルク&CO を企業系列に加えた。
1825年までには、N・M・ロスチャイルド＆サンズのシティにおける財政力は強大になり、イングランド銀行の通貨発行権を手に入れ、流動性の悪化を防ぐことができた。
ロスチャイルドは1833年の奴隷制廃止法案の可決の為、150万ポンドを提供したにもかかわらず、奴隷制そのものにも携わっていた。

### 19世紀後半

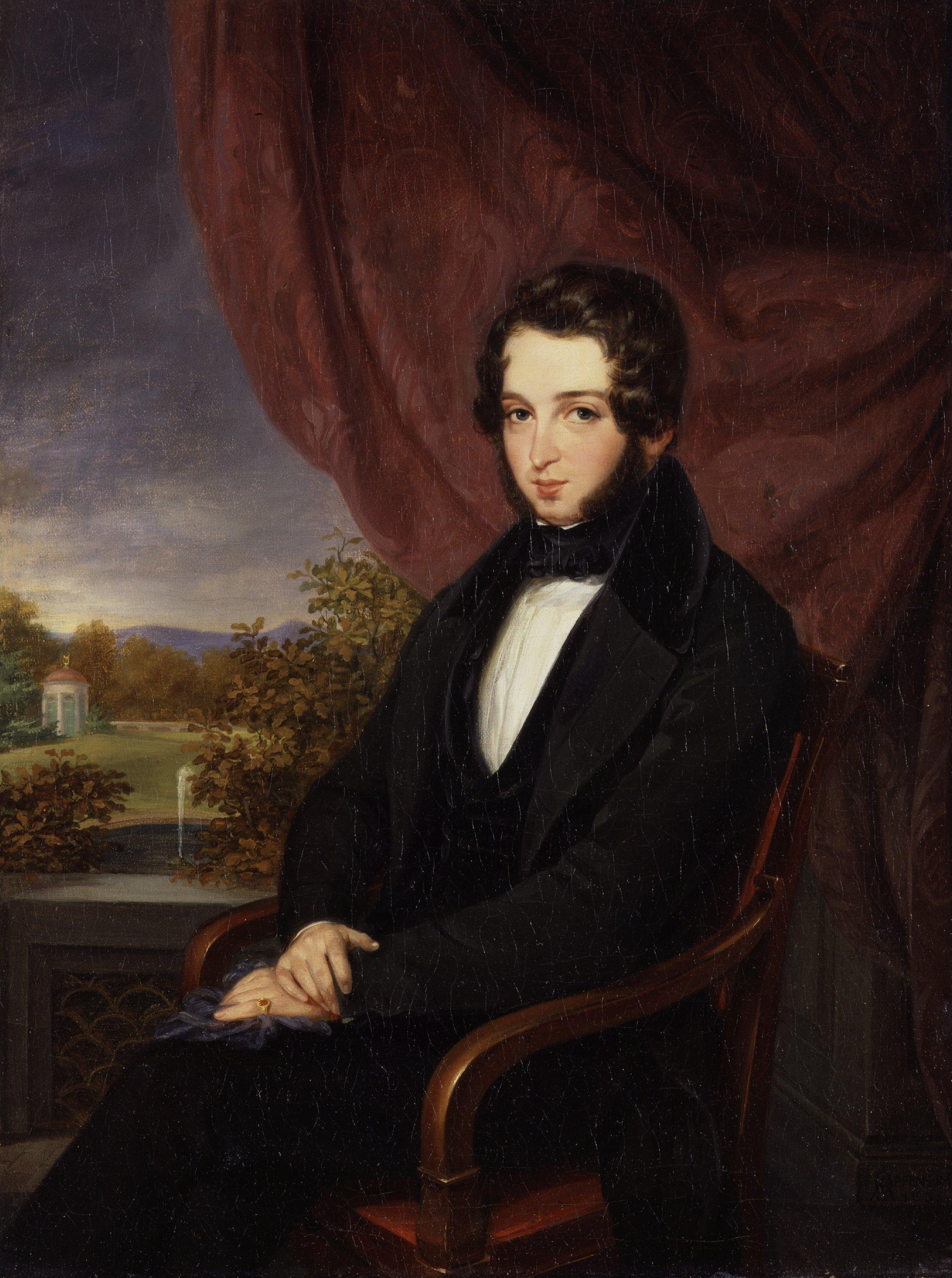
ライオネル・ド・ロスチャイルド

ネイサンの長男であるライオネル・ド・ロスチャイルド(1808–1879)はロンドン支店長として成功を収めた。特筆すべきは、1875年にエジプトが財政難からスエズ運河の株式を手放そうとした際に、当時のイギリス首相であるディズレーリはこの株式を購入し、スエズ運河の筆頭株主になることを決断した。しかし、イングランド銀行から資金を下ろすためには議会の承認が必要であり、フランスも購入を狙っており、一刻を有する事態であった。ディズレーリはライオネルの下へ使いを飛ばし、必要な400万ポンドを借り入れた。その際にディズレーリが担保にしたものはイギリス政府そのものだった。
また、ライオネルはフランスに渡った叔父のジャコブ・マイエール・ド・ロチルドのように鉄道業への投資を始めた。
1869年には、ライオネルの息子であるアルフレッド・ド・ロスチャイルド(1842–1918)がイングランド銀行の理事に就任し、以後20年間その役職に就き続けた。さらに、1892年にブリュッセルにおいて開催された国際通貨会議にイギリス代表の一人として出席した。
ロスチャイルド銀行は、セシル・ローズが発展させたイギリス南アフリカ会社に投資した。次いで、ライオネルの三男レオポルド・ド・ロスチャイルド(1845–1917)は、1902年にローズがなくなった際に彼の遺産の管理を行い、オックスフォード大学においてローズ奨学制度を立ち上げる手助けをした。
1873年には、ド・ロスチルド・フレルスと共同で他の投資家ととも参加し、赤字のスペイン国営リオ・ティント銅鉱山を獲得した。彼らはこの会社を再編し、収益性の高い業務へと回した。1905年までには、ロスチャイルドの出資比率は30%を超えていた。この会社は後の資源メジャーリオ・ティントグループとなる。
また、このころ膨大な米国債の発行にかかわった（アメリカ合衆国の経済史#金ぴか時代: 1865年-1900年）。
1887年に、英仏ロスチャイルド家は南アフリカのデビアスのダイヤモンド鉱山に出資し、筆頭株主となる。

### 20世紀から21世紀にかけて
1914年までに連邦準備銀行の株を獲得した。
第一次世界大戦により、ロスチャイルド家の実力に変化が起こった。戦争の後、ロスチャイルド銀行はアドバイザー業務へと着実に移行していき、ロンドン地下鉄を含む財政状態の悪い業務への融資を行った。
1938年、ナチス・ドイツはアンシュルスの際、ウィーン・ロスチャイルド家の財産を没収した。ウィーンのロスチャイルド家の大半はアメリカやイギリスに亡命し、戦後もオーストリアに戻ることはなかった。これにより、ウィーンのロスチャイルド銀行は終焉を迎えた。また、フランスの一族も第二次世界大戦の間、各地へと散らばった。
終戦後、英仏ロスチャイルド家はロスチャイルド社となり、M&Aや資産管理が主力業務となり、20世紀においていくつかの重大かつ複雑なM&Aのアドバイザーとして重大な役割を演じる卓越したグローバル企業へと発展した。
1980年代には、国営企業の民営化の風潮の中、同社はその始まりから関与していて先進的な立場に位置しており、世界30か国以上で先駆的な役割を演じた。最近では、1000件以上のM&Aに携わり、その金額は1兆ドルを超える。さらに、世界でも有名な大規模企業再編の助言も行っている。

## 業務

### 概要
国際的な投資銀行の中でもN・M・ロスチャイルド＆サンズは、M&Aのアドバイザーとしては常にトップ10に位置している。Thomson Financial dataによると、ロスチャイルドは、2007年には、390件の要件と5億6600万ドルを扱い、市場占有率は12.6%に上った。
同社はとりわけヨーロッパ市場において存在感を発揮しており、特にイギリス、フランス、ドイツ、イタリア、そしてベネルクス三国では、常にリーグテーブルの上位に君臨している。さらに、ロスチャイルドは東欧、アジア、中南米において力を広げている。ただし、北米においては、他社に業務を取られがちである。同社は投資銀行業務をゴールドマン・サックスやJPモルガン、シティグループ、モルガン・スタンレーなどの巨大企業から、ラザード・フレール(en:Lazard)やグリーンヒルのような同社と同じ立場の企業と競り合っている。参照までに、ラザードはロスチャイルドと比べやや小さく、263件と5億2900万ドルを、グリーンヒルはほぼ半分の、34件と2億3900万ドルをそれぞれ取り扱ったと発表している。
日本に関する案件では、アサヒビールがオーストラリアの飲料メーカー第三位であるP&Nを買収する際のフィナンシャルアドバイザーに就いた。　なお、この買収は未だ完了していない。

### 部門
N・M・ロスチャイルド＆サンズでは次の3つの業務を執り行っている。
- 投資銀行業務
- コーポレート・バンキング
- プライベート・バンキング及び信託

### 企業構造
20世紀において、ロンドンの銀行家たちはライオネル・ネイサン・ド・ロスチャイルド(1882–1942)とアンソニー・グスタフ・ド・ロスチャイルド(1887–1961)の兄弟、兄弟の息子であるエドムンド・ド・ロスチャイルド（1916-2009）とサー・エヴェリン・ロバート・ド・ロスチャイルド(1931年生まれ)の支配下に置かれ続けた。1970年に、有限会社から非公開会社に転換した。
ロスチャイルド財閥は21世紀初めに企業再編を行った。2003年、サー・エヴェリンがロンドンのN・M・ロスチャイルド＆サンズの会長を辞した際に、パリ・オルレアンズ・SAとともに、パリ家のダヴィド・ド・ロチルド男爵が会長を務め、スイスのジュネーヴで設立されたロスチャイルド・コンティニュエーション・ホールディングスの傘下に加わった。N・M・ロスチャイルド＆サンズは現在、イギリスで業務を行っており、間接的にロスチャイルドの持ち株会社であるロスチャイルド・コンティニュエーション・ホールディングスAGの支配下に置かれている。ロスチャイルド・コンティニュエーション・ホールディングスの72.5%の株式もダッチ・レジスタード・コンコルディアVGが保有している。さらに、ダッチ・レジスタード・コンコルディアVGは完全に英仏ロスチャイルド家の制御下にある。
2008年まで、ロスチャイルド家以外のロスチャイルド・コンティニュエーションの株主は、20%を保有する、1838年からの香港における彼らの代理人であるジャーディン・マセソンのみであったが、ジャーディンは2005年に、ロスチャイルド系のRSA・インシュランス・グループから、子会社のジャーディン・ストラテジックを通じて株式を買収した。
2008年11月19日、オランダの農業組織向け金融機関であるラボバンクは、食品および農業関連の財政強化を理由に、ロスチャイルド・コンティニュエーションの株式を7.5%取得する予定であると発表した。 FT Alphavilleは、この動きは、ロスチャイルドの資本及び東アジア市場での影響力拡大を支援するためだと断言した。

## その他

### 新社屋の建設
N・Mロスチャイルド＆サンズの本社は、200年にわたりニューコートにおかれている。以前の建物を壊し、レム・コールハースの設計で4回目の新本社建築が行われた。鉄筋とガラスによって構築されたその社屋の面積は20992平方メートルに及ぶ。

### 事業所所在地
ロンドン
  マンチェスター
  リーズ
  バーミンガム
 ガーンジー

 パリ

 フランクフルト

 ローマ

 ミラノ

 アムステルダム

 ブリュッセル

 ジュネーヴ

 チューリッヒ

 ストックホルム

 マドリード

 バルセロナ

 リスボン

 アテネ

 ソフィア

 ワルシャワ

 ブダペスト

 キエフ

 ブカレスト

 モスクワ

 ニューヨーク

 ワシントンD.C.

 モントリオール

 トロント

 バミューダ

 バージン諸島

 ケイマン諸島

 サンパウロ

 メキシコシティ

 サンティアゴ・デ・チレ

 シドニー

 メルボルン

 ウェリントン

 オークランド
 ヨハネスブルク

 東京

 北京

 上海

 香港

 ソウル

 ハノイ

 マニラ

 クアラルンプール

 シンガポール

 ジャカルタ

 ポート・モレスビー

 デリー

 ムンバイ

 ドーハ

 アブダビ

 ドバイ

 イスタンブール

 テルアビブ

## 関連書籍
- Ferguson, Niall (1999). The House of Rothschild: Volume 1: Money's Prophets: 1798-1848. New York: Penguin Group. ISBN 0140240845
- Ferguson, Niall (2000). The House of Rothschild: Volume 2: The World's Banker: 1849-1999. New York: Penguin Group. ISBN 0140286624
- Ferguson, Niall (2000). The Cash Nexus: Money and Power in the Modern World, 1700-2000. New York: Penguin Group. ISBN 0465023258
- Kaplan, Herbert H. (2006). Nathan Mayer Rothschild and the Creation of a Dynasty: The Critical Years 1806-1816. Stanford: Stanford University Press. ISBN 9780804751650